# Bec de l'Aigle (monts du Cantal)
Pour les articles homonymes, voir Bec de l'Aigle.
Le Bec de l'Aigle est un sommet culminant à 1 699 mètres d'altitude dans les monts du Cantal et dans la vallée de l'Alagnon (commune de Laveissière).

## Toponymie
Son nom est issu de sa forme en bec d'aigle.

## Géographie

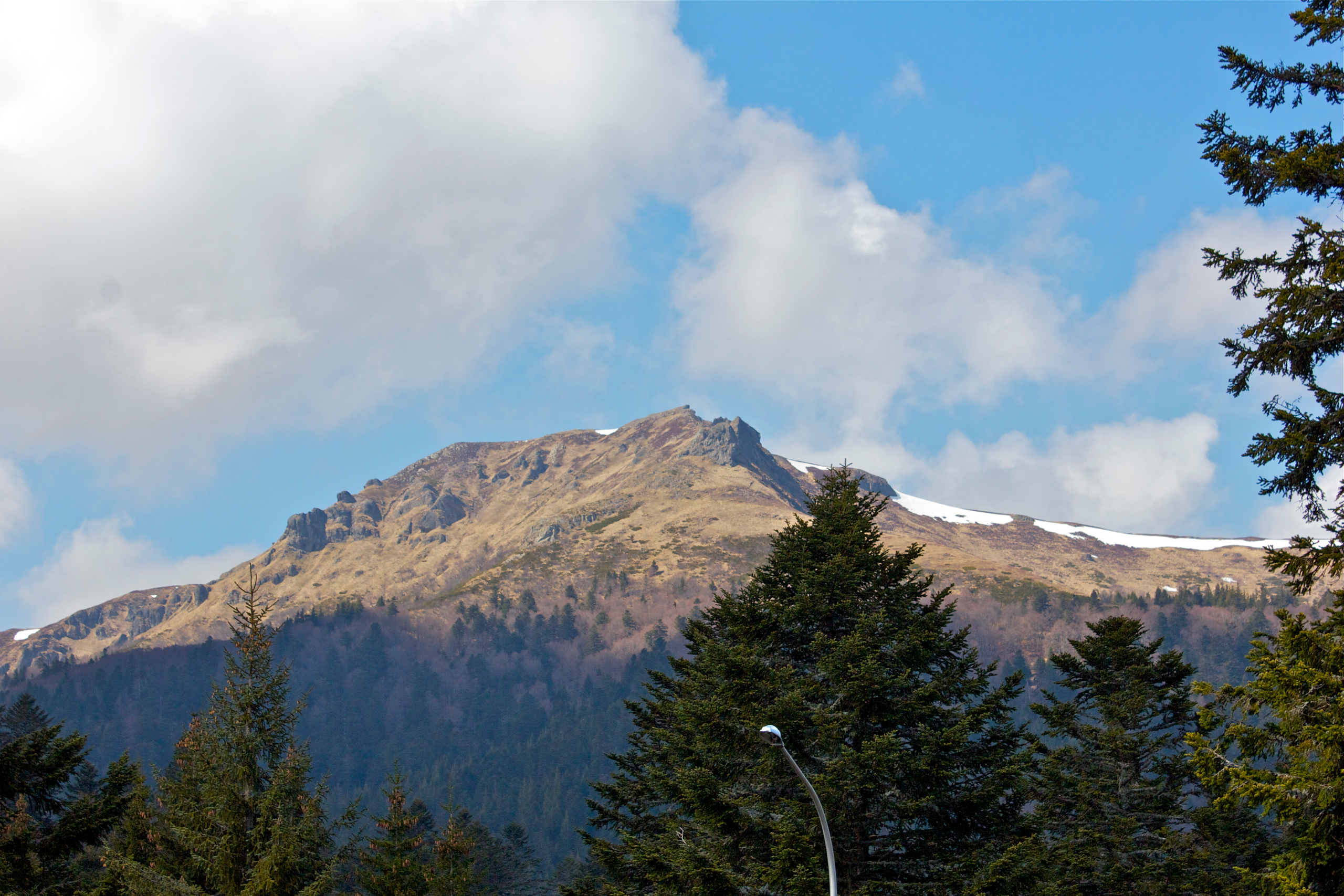
Vue du bec de l'Aigle au printemps.

Le Bec de l'Aigle se situe dans la partie orientale du stratovolcan du Cantal. Comme beaucoup de sommets proches (puy Bataillouse, téton de Vénus, puy de Seycheuse), il est formé d'un empilement de coulées trachyandésitiques, témoins des phases d'activité très violentes qu'a connues le stratovolcan entre 8,5 et 6,5 Ma, et qui se présentent ici sous la forme de brèches.
Comme une proue de bateau, il domine à l'ouest le cirque glaciaire de Font d'Alagnon, et à l'est la vallée glaciaire de l'Alagnon jusqu'à Murat. Avec son voisin le rocher de Redon, il forme le vallon de Vassivière qui se termine devant le puy de Seycheuse. Plusieurs ruisseaux prennent leur source sur ses pentes dont le ruisseau de la Croix, celui de Loubaleyre, celui de Chavagnac, ainsi que celui de la Grange qui se jettent tous dans l'Alagnon.

## Accès
- Par le GR 400 : accès facile
- Depuis Font d'Alagnon : la montée se fait depuis le lieu-dit et se termine sous le sommet. Ascension difficile.